# محافظة لونغ أن
محافظة لونغ أن  ( بالفيتنامية : Long An ) هي إحدى محافظات فيتنام. وتقع في دلتا ميكونغ ف جنوب البلاد. عاصمة المقاطعة هي تان آن، وتشمل المدن الرئيسية الأخرى بن لوك، Đức هوا وموك هوا. وهناك 13 مقاطعة داخل المحافظة.

## أعلام
- نيك أوت